# العلاقات الإريترية البولندية
العلاقات الإريترية البولندية هي العلاقات الثنائية التي تجمع بين إريتريا وبولندا.

## مقارنة بين البلدين
هذه مقارنة عامة ومرجعية للدولتين:
| وجه المقارنة                                              | إريتريا                                      | بولندا                                                                             |
| --------------------------------------------------------- | -------------------------------------------- | ---------------------------------------------------------------------------------- |
| المساحة (كم2)                                             | 117.60 ألف                                   | 312.68 ألف                                                                         |
| عدد السكان (نسمة)                                         | 6.33 مليون                                   | 38.43 مليون                                                                        |
| الكثافة السكانية (ن./كم²)                                 | 53.83                                        | 122.91                                                                             |
| العاصمة                                                   | أسمرة                                        | وارسو                                                                              |
| اللغة الرسمية                                             | اللغة التغرينية، اللغة العربية، لغة إنجليزية | اللغة البولندية                                                                    |
| العملة                                                    | ناكفا                                        | زلوتي بولندي                                                                       |
| الناتج المحلي الإجمالي (بليون دولار)                      | 2.61 مليار                                   | 524.51 مليار                                                                       |
| الناتج المحلي الإجمالي (تعادل القوة الشرائية) بليون دولار |                                              | 1.02 تريليون                                                                       |
| الناتج المحلي الإجمالي الاسمي للفرد دولار أمريكي          |                                              | 12.55 ألف                                                                          |
| الناتج المحلي الإجمالي للفرد دولار أمريكي                 |                                              | 26.14 ألف                                                                          |
| مؤشر التنمية البشرية                                      | 0.391                                        | 0.843                                                                              |
| رمز المكالمات الدولي                                      | +291                                         | +48                                                                                |
| رمز الإنترنت                                              | .er                                          | .pl                                                                                |
| المنطقة الزمنية                                           | ت ع م+03:00                                  | توقيت وسط أوروبا، ت ع م+01:00، ت ع م+02:00، أوروبا/وارسو ‏، توقيت وسط أوروبا الصيفي |

## منظمات دولية مشتركة
يشترك البلدان في عضوية مجموعة من المنظمات الدولية، منها:
| علم المنظمة | اسم المنظمة                        | تاريخ انضمام إريتريا | تاريخ انضمام بولندا |
| ----------- | ---------------------------------- | -------------------- | ------------------- |
|             | مؤسسة التمويل الدولية              | 11 أكتوبر 1995       | 29 ديسمبر 1987      |
|             | منظمة حظر الأسلحة الكيميائية       | ?                    | ?                   |
|             | يونسكو                             | 2 سبتمبر 1993        | 6 نوفمبر 1946       |
|             | الاتحاد الدولي للاتصالات           | 6 أغسطس 1993         | 1921                |
|             | الأمم المتحدة                      | 28 مايو 1993         | 24 أكتوبر 1945      |
|             | منظمة الشرطة الجنائية الدولية      | ?                    | ?                   |
|             | البنك الدولي للإنشاء والتعمير      | 6 يوليو 1994         | 27 يونيو 1986       |
|             | الاتحاد البريدي العالمي            | ?                    | 1 مايو 1919         |
|             | مؤسسة التنمية الدولية              | 6 يوليو 1994         | 28 أكتوبر 1960      |
|             | وكالة ضمان الاستثمار متعدد الأطراف | 10 سبتمبر 1996       | 29 يونيو 1990       |

## أعلام
هذه قائمة لبعض الشخصيات التي تربطها علاقات بالبلدين:
- توماس كيلاتي (لاعب كرة سلة أمريكي، 27 سبتمبر 1982 – )

## وصلات خارجية
- موقع وزارة الخارجية البولندية